# FINAL FLIGHT
『FINAL FLIGHT』（ファイナル・フライト）は、日本のロックバンドであるLINDBERGの2枚目のライブ・アルバム。
2002年10月23日発売。発売元は徳間ジャパンのメルダックレーベル。

## 解説

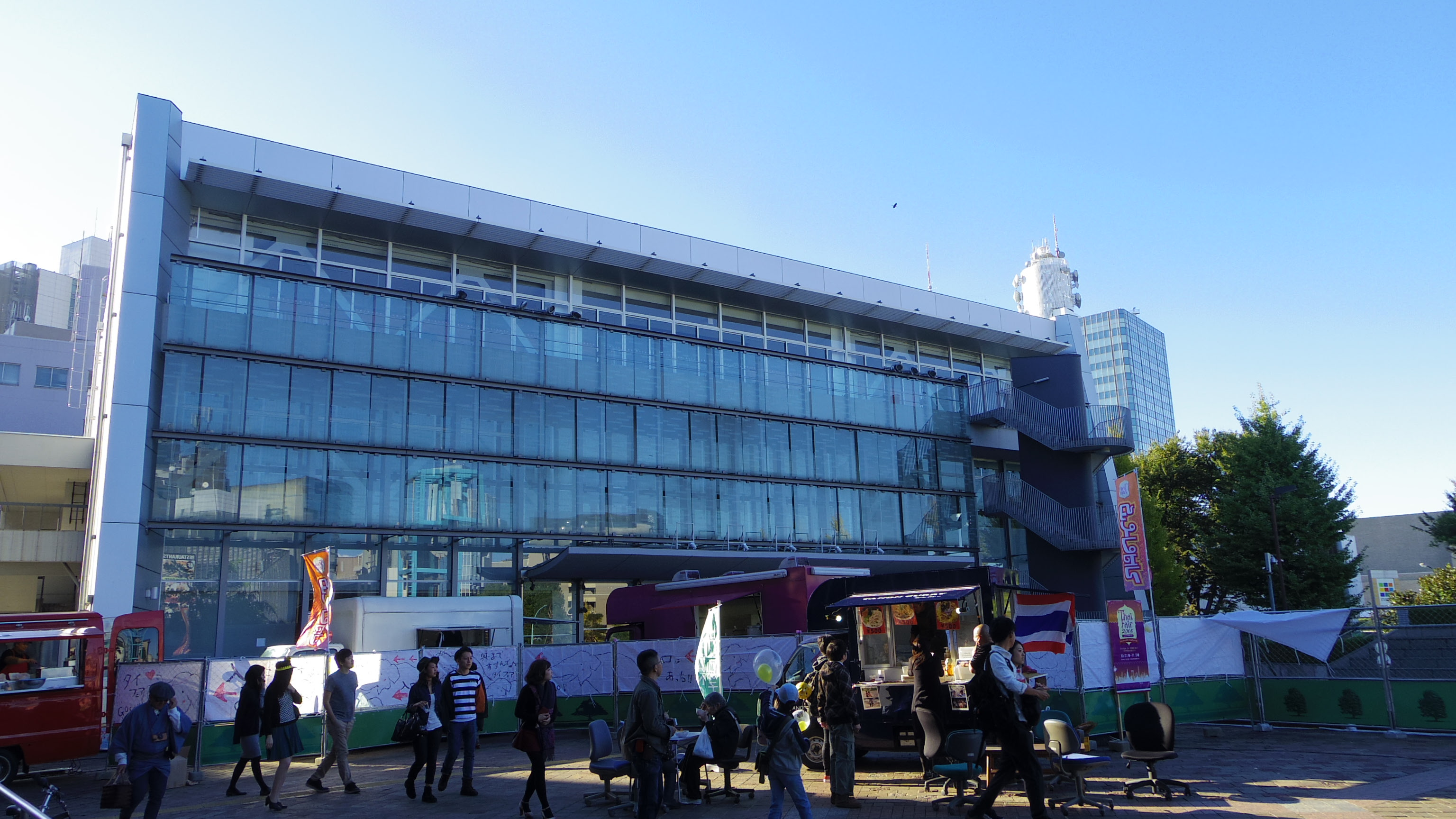
会場の渋谷公会堂（2015年11月撮影）

ラストツアーとなったFINAL FLIGHT TOURの最終日2002年8月24日の渋谷公会堂のライブ模様を完全収録。ただし、MCは必要最小限のみの収録に留まっている。
それまでのヒット曲中心の選曲となっており、ラストアルバムとなった『LINDBERG XV』からは、「Bad boys,Good ｆriends」のみが披露された。
映像作品としてはいずれもファンクラブ限定で、同年にVHS化（ただし、ビデオのため、完全収録ではない）、翌年にボーナス映像をプラスしてDVD化された。

## 収録曲

### DISC 1
1. LITTLE WING
2. だからI'M ON FIRE
3. JUMP
4. 10セントの小宇宙（ゆめ）
5. YOU BELONG TO ME
6. 君のいちばんに…
7. I MISS YOU
8. Dream Factory
9. きっと銀の針のような雨が
10. Bad boys,Good ｆriends
11. POWER

### DISC 2
1. GLORY DAYS
2. VOICE OF ANGEL
3. TIME
4. もっと愛しあいましょ
5. 恋をしようよ Yeah! Yeah!
6. GAMBAらなくちゃね
7. BELIEVE IN LOVE
8. Over The Top
曲の終了後、小柳"cherry"昌法によるドラムソロコーナーがある。
9. 今すぐKiss Me
10. Dream On 抱きしめて
11. MINE